# Шахтоуправління «Покровське»
Приватне акціонерне товариство Шахтоуправління «Покровське», раніше відоме як ВАТ Вугільна компанія «Шахта „Красноармійська-Західна № 1“» — велике гірничопромислове підприємство у Донецькій області, найбільша вугільна шахта України. Контрольний пакет акцій товариства з березня 2021 року належить компанії Metinvest B.V.

## Загальні дані
Основна область діяльності — підземне видобування кам'яного вугілля.
Шахта здана в експлуатацію у 1990 р. Проєктна потужність 2,1 млн т/рік. У 2003 р видобуто 4,9 млн т. вугілля. Перший пусковий комплекс — 4 лави, другий — 6 лав. Строк служби копальні — 65 років, а з урахуванням розвитку і затухання — 70 років. Шахтне поле розкрите двома вертикальними стволами та двома горизонтальними квершлаґами на горизонтах 593 і 708 м, розділене на 9 блоків. Відпрацьовується один пласт d4 потужністю до 2,15 м. У очисних вибоях працюють механізовані комплекси. Проведення гірничих виробок здійснюється комбайнами. Шахта небезпечна за викидами породи і газу.

### Історія
Будівництво шахти «Красноармійська-Західна № 1» здійснювалося з 1974 року відповідно до технічного проєкту будівництва, розробленого інститутом «Дондіпрошахт» в 1972 році й затверджений постановою колегії Міністерства вугільної промисловості СРСР від 31.08.72 № 58/50.
Річна проєктна потужність шахти відповідно затвердженому технічному проєкту становила 2,1 млн т по товарному (рядовому) вугіллю. При цьому в одночасній роботі передбачалося мати три лави — дві у блоці № 6 і одну у блоці № 2. Проєктна потужність шахти 2,1 млн т вугілля у рік була прийнята й у Постанові ЦК КПРС і Ради Міністрів СРСР № 191 від 30 березня 1980 року. При коригуванні технічного проєкту виконані розрахунки і детально пророблений календарний план розробки пласта d4 підтвердили реальну можливість забезпечити стійкий рівень видобутку 7000 т за добу і вище. Крім того, згідно з затвердженим технічним проєктом основні технологічні ланки шахти (транспорт, підйом, вентиляція, поверхневий комплекс) розраховані на видобуток 2.1 млн т вугілля у рік. Технологічна схема гірничої частини шахти в цілому (кількість і розташування виробок, що підготовлюють та розкривають, приствольні двори) також приймалася з розрахунку забезпечення прийнятої потужності. У зв'язку з уточненням у ході будівництва гірничо-геологічних умов відпрацьовування запасів, запровадженням у дію за період 1974–1985 років ряду нових правил безпеки й директивних документів з проєктування й будівництва вугільних шахт, інститутом був скоригований технічний проєкт будівництва шахти й затверджений постановою Мінвуглепрому СРСР від 30.01.87 № 12-50/71 за узгодженням з Держбудівництвом і Держпланом СРСР.
Скоригованим технічним проєктом будівництва шахти (1986 рік) введення шахти в експлуатацію загальною потужністю 2100 тис. тонн вугілля на рік передбачалось двома пусковими комплексами:
- перший — потужністю 1500 тис. тонн із одночасною роботою чотирьох лав у блоках № 6-4 в 1990 році;
- другий — потужністю 600 тис. тонн у складі додатково двох лав у блоках № 2-3 передбачалось увести в 1994 році.

Перший пусковий комплекс уведений в експлуатацію в строки, передбачені проєктом у грудні 1990 року виробничою потужністю 1,5 млн т у рік. В процесі будівництва й експлуатації першого пускового комплексу був виявлений ряд факторів, що значно ускладнюють ведення гірничих робіт — розвинена мережа гірничо-геологічних порушень, підвищена тріщинуватість гірських порід, часті потоншення й руслові розмиви пласту із заміщенням породами, що послужило причиною переведення шахтного поля з першої до другої категорії за складністю геологічної будови. Була виявлена неефективність ведення закладних робіт при потужності пласта 1,6–1,9 м для охорони бортових виробок з метою їхнього повторного використання. Через відсутність повної закладки виробленого простору передбачене затвердженим проєктом виймання охоронних ціликів під залізничною магістраллю в блоці № 6 без перенарізання лав на глибинах вище горизонту 708 м (величина безпечного ведення гірничих робіт) не може бути реалізована. Зазначені фактори зумовили необхідність переходу виїмкових дільниць у підготовлених до виймання запасах блоків № 6 та 4 на зворотноточну схему провітрювання з відпрацьовуванням через стовп і підготовкою лав у проміжних стовпах проведенням виробок вприсічку до виробленого простору.
Заповнення лінії очисних вибоїв, що вибуває, у блоках зі зменшуваною потужністю пласту (з 1,4–1,8 м до 1,1–1,4 м у блоках № 4-5) не забезпечувало підтримування потужності шахти на досягнутому рівні. Для забезпечення підтримування й приросту виробничої потужності шахти вирішено передати запаси блоків № 2 й № 3 на відтворення лінії очисних вибоїв, що вибуває, а як другий пусковий комплекс будівництва шахти здійснити розкриття й підготовку запасів блоків № 8 та № 10.
12 грудня 2024 року холдингова компанія «Метінвест» заявила про часткове призупинення роботи шахти у селищі Піщане (там знаходиться повітроподавальний ствол №3 та адміністративний комплекс) через наближення лінії фронту. 20 грудня її було підірвано.
В січні 2025 року представники «Метінвесту» оголосили про призупинення роботи шахт Покровської вугільної групи..
1 березня 2025 року були знищені головний ствол та скіпова підйомна установка ШУ «Покровське».

## Аварії
- 30 липня 2023 р. стався вибух метану та вугільного пилу. Загинули троє шахтарів — машиніст Харін В. М., прохідники Федоренко А. О. та Ночка Є. В.[10]
- 31 липня 2021 року під час виконання буропідривних робіт на горизонті 815 метрів стався вибух метану, в результаті чого постраждали 10 гірників. Постраждалі з опіками різного ступеня тяжкості були доставлені в лікарні. Від травм, несумісних з життям, шестеро шахтарів померли. Станом на 6 серпня стан трьох шахтарів був задовільний, ще одного — стабільно важкий.[11]
- 28 березня 2010 року о 7:55 в 5-й південній лаві блоку 5 під час видобутку вугілля комбайном стався спалах метану. За результатами розслідування аварії було з'ясовано, що спалах відбувся через порушення герметичності механічного затвора кришки пускача ПРВІ-250, через який здійснювалося живлення приводу бурильної установки. В результаті аварії постраждали три людини, які отримали незначні опіки.[12]
- 14 лютого 2002 року — вибух метану на горизонті 593 метри. Загинули 6 гірників[13], 2 отримали важкі травми[14].